# Kamionki (Pieniężno)
Kamionki (deutsch Steinkerwalde) war ein Ort in der polnischen Woiwodschaft Ermland-Masuren. Seine Ortsstelle liegt im Gebiet der Stadt- und Landgemeinde Pieniężno (Mehlsack) im Powiat Braniewski (Kreis Braunsberg).

## Geographische Lage
Die Ortsstelle von Kamionki liegt im Nordwesten der Woiwodschaft Ermland-Masuren, 33 Kilometer südöstlich der Kreisstadt Braniewo (Braunsberg).

## Geschichte
Über die Gründung von Steinkerwald – erst nach 1820 Steinkerwalde genannt – gibt es keine Belege. Der Ort wird als „mittlerer Hof“ beschrieben, der vor 1820 eine Försterei gewesen sein soll. 1874 wurde die „ehemalige fiskalische Kolonie Steinkerwalde“ als zugehörig zum Amtsbezirk Lichtenau (polnisch Lechowo) im ostpreußischen Kreis Braunsberg, Regierungsbezirk Königsberg, bezeichnet. Steinkerwalde zählt im Jahre 1910 37 Einwohner.
Am 17. Oktober 1928 gab die Landgemeinde Steinkerwalde ihre Eigenständigkeit auf und wurde in die benachbarte Landgemeinde Lichtenau eingegliedert.
Als 1945 in Kriegsfolge das gesamte südliche Ostpreußen an Polen fiel, erhielt Steinkerwalde die polnische Namensform „Kamionki“. Doch schon in den ersten Nachkriegsjahren verliert sich die Spur des Ortes. Heute gilt Kamionki als untergegangen, vielleicht in Lechowo aufgegangen. Die Ortsstelle liegt in der Gmina Pieniężno (Stadt- und Landgemeinde Mehlsack) im Powiat Braniewski (Kreis Braunsberg), von 1975 bis 1998 der Woiwodschaft Elbląg, seither der Woiwodschaft Ermland-Masuren zugehörig.

## Religion
Bis 1945 war Steinkerwalde in das Kirchspiel der evangelischen Pfarrkirche in Mehlsack in der Kirchenprovinz Ostpreußen der Kirche der Altpreußischen Union eingepfarrt.

## Verkehr
Die kaum noch erkennbare Ortsstelle Kamionkis ist über einen Landweg von Kowale (Schönsee) aus zu erreichen.